# Мабуть, боги з'їхали з глузду III
«Мабуть, боги з'їхали з глузду III» або «Божевільне сафарі» (кит.: 非洲和尚; англ. The Gods Must Be Crazy III, Crazy Safari) — кінокомедія гонконзьких режисерів Чарльза та Джиммі Геунґ, яка вийшла на кіноекрани у 1991 році і є неофіційним продовженням фільму «Мабуть, боги з'їхали з глузду II» (1989). Фільм оповідає про подорож китайців, які волею долі потрапили до далеких від цивілізації бушменів.

## Сюжет
Молодий гонконзький підприємець (Сем Крістофер Чоу) на аукціоні в Англії купує мумію китайського вампіра, який був його прадідом, маючи намір, за дорученням своєї сім'ї, доставити тіло предка в родинну усипальницю на батьківщині у Гонконгу, де належно його поховати. Над пустелею Калахарі несподівано зазнає катастрофи літак, який прямував в Китай, на борту якого знаходилася ця мумія. Плем'я бушменів знаходить її. Бушмен Xixo (Н!ксау) і його плем'я постійно зазнають нападів місцевих бандитів. Присутність мумії відлякує цих злодіїв. Xixo якимось чином вчиться контролювати мумію, і бере її до свого племені. Він і його сім'я думали про мумію, як про небесний дарунок Богів, що допомагає племені у різних життєвих ситуаціях.
Підприємець, який супроводжував мумію свого прадіда і даоський монах (майстер), який міг управляти нею: заспокоюючи її за допомогою жовтого паперу з заклинаннями і направлючи дзвіночками, у пошуках зниклого вантажу також потрапляють до племені бушменів, зіткнувшись по дорозі зі зграєю мавп, носорогів, левів, страусів, змій та інших екзотичних африканських тварин. Коли на бушменів нападають бандити, які шукають алмази, бойові властивості мумії китайського вампіра також виявляються дуже доречними. В критичний момент даоський монах заклинаннями вселяє у бушмена Хіхо дух Брюса Лі і з його допомогою здобуває перемогу. Вдячні бушмени віддають китайцям мумію та кисет з необробленими алмазами і мандрівники повертаються на Батьківщину.

## Актори і ролі
- Н!ксау — Xixo, бушмен
- Лам Чінґ-Янґ — Майстер (кантонська версія), Мудрець (англійська версія) — даоський монах;
- Сем Крістофер Чоу — Лео (кантонська версія), Сем (англійська версія) — підприємець з Гонконгу;
- Чан Лунґ — вампір (кантонська версія), предок (англійська версія);
- Стівен Чоу — оповідач (кантонська версія);
- Нґ Ман-Тат — оповідач (кантонська версія);
- Пітер Пау — містер Сзето;
- Педді О'Бірна — оповідач (озвучення, англійська версія);
- Мішель Бестб'єр — Сусан;
- Саул Бамбергер — Джонсон;
- Пітер Махлангу — Пітер;
- Бо Кейже — Балл;
- Крістофер Кубика — Хабо;
- Еліяс Мейтжес — Тріі.